# 菲律賓的非法佔居
菲律賓，當人們建造稱為「barong-barong」的臨時房屋時，就會發生非法佔居;馬尼拉大都會和大達沃等城市地區擁有大型非正式住區。菲律賓統計局將擅自佔地者或「非正規居民」定義為「在城市或農村地區無擁有權或未經擁有者同意而在另一人的土地上定居的人」。1992年通過的《城市發展和住房法》，將擅自佔地定為刑事犯罪。已經有各種嘗試使棚戶區正規化，例如區域改善方案和社區抵押貸款方案。2018年，菲律賓統計局估計，在該國約1億6400萬人口中，有四百五十萬人屬佔居者。
佔居的原因包括貧困和自然災害和氣候變化造成的房屋破壞。城市地區擅自佔地的增加與來自較貧窮地區的國內移徙有關。農村貧困是國內移徙的一個主要因素，其根源在於各種因素，包括農民被剝奪財產和掠奪土地、暴力鎮壓農民流動、農業部門衰落以及農村地區生活條件惡化。
非正規住區的居民往往生活條件惡劣，可能無法獲得水、衛生和保健等基本服務。
馬尼拉的湯都區居民多是早年的佔居者。